# Acacia tetraneura
Acacia tetraneura — вид квіткових рослин з родини бобових. Ареал: Австралія (Західна Австралія).

## Середовище
A. tetraneura росте на низьких пагорбах на мілководді, на суглинку, на латериті, та на кам'янистій глині на низьких вересових пустищах. Записи свідчать про те, що рослина має тенденцію зберігатися вздовж узбіч доріг, а вирівнювання узбіч, здається, запускає регенерацію, причому вид добре реагує на порушення.

## Біоморфологічна характеристика
Це багаторічний невиткий кущ з плоскою верхівкою, що виростає до 0,3–0,4 метрів у висоту. Вид цвіте з липня по серпень, утворюючи від 13 до 20 світло-золотистих суцвіть.